# Присяга

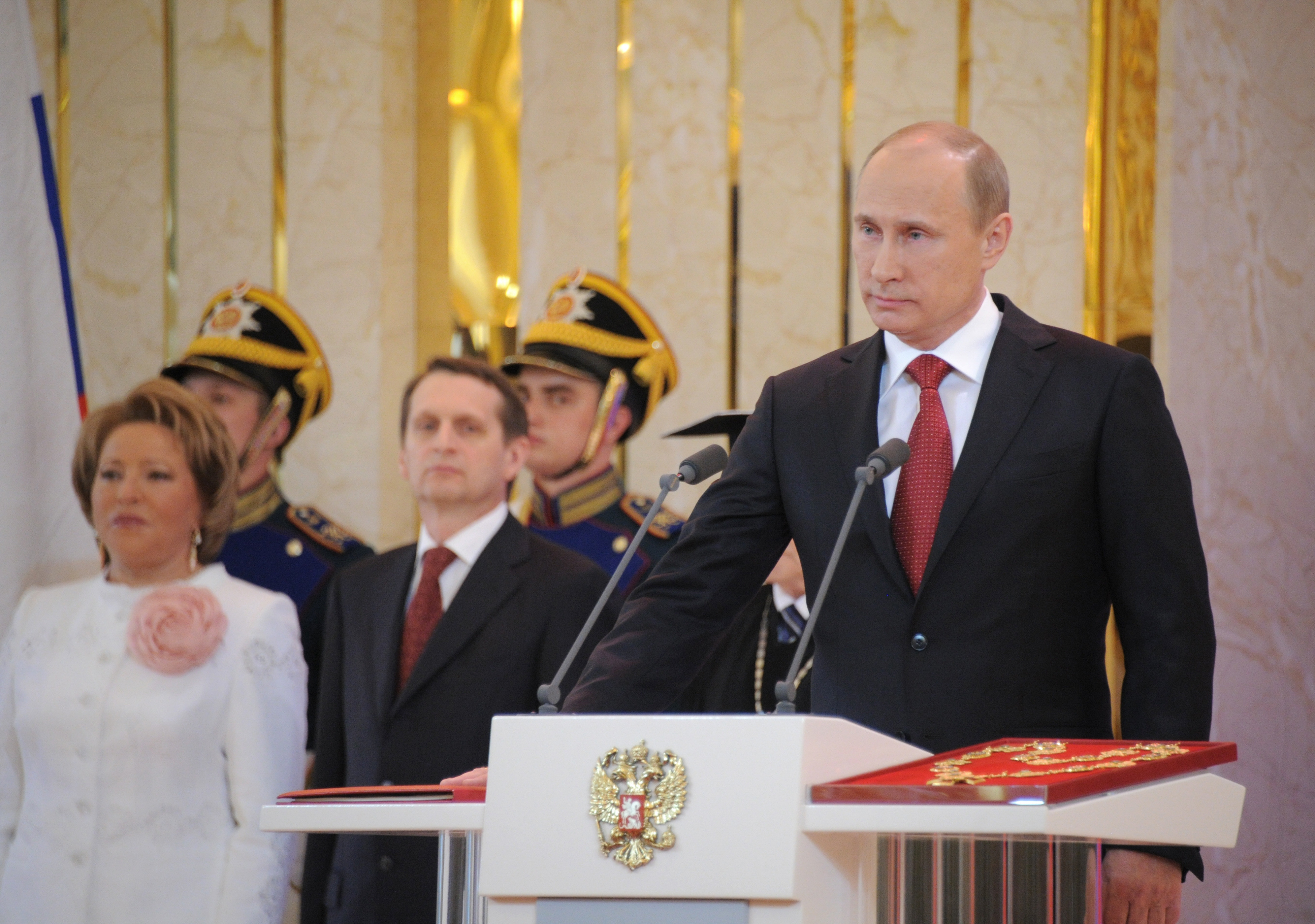
В. Путин приносит присягу, вступая в должность президента РФ

Прися́га (досл. «присоединение», например, к военному отряду, от арх. сягати — «касаться») — официальное и торжественное обещание (клятва) при поступлении (призыве) на военную (военная присяга) или иную службу, получении определённого статуса (например, гражданства, свидетеля в уголовном суде), вступлении в должность, в члены организации, клуба и так далее. Также клятва именем Божьим, произносимая в установленной законом форме перед Святым крестом и Евангелием.

## Смысл термина и границы понятия
Присяга приносится только публично (не всегда) и выражается не только в простой словесной клятве («клянусь» и так далее), а часто и в религиозной форме, даваемой согласно обрядам той веры, которую исповедует присягающий, и обязательно, торжественно — с соблюдением определённых ритуалов. Присутствие и участие в церемонии священника и должностных лиц обязательно и строго регламентировано.
После крещения Киевской Руси, и последовательно следуя православной традиции, то есть прямому призыву Иисуса Христа — «Не клянись!», на государственном уровне принималась исключительно только присяга.
Все православные священнослужители перед посвящением в священные степени приносят ставленническую присягу с обещанием соблюдать Богослужебный устав (Типикон).
Присяга всегда накладывает юридическую ответственность — и принявший присягу преследуется по закону за её невыполнение. Так, приносит присягу перед вступлением в должность глава государства, военнослужащие приносят военную присягу. Приносят присягу свидетели в суде (в некоторых государствах и странах, положив руку на Библию).

## Виды и типы присяги
В России, имперского периода существовали следующие виды и типы присяги:
- на верность:
  - на подданства воцарившемуся государю и его наследнику и при вступлении в подданстве;
  - на службы при вступлении на государственную и общественную службу (присяжные заседатели — раз на всю сессию).
- в уголовном суде приносят свидетели и сведущие люди в том, что покажут сущую правду[4].

Позже в СССР, России и мире были и есть:
- Военная присяга
- Клятва Гиппократа
- Присяга президента (или другого главы государства, например, премьер-министра)
- Присяга адвоката
- и другие.

## Присяга по странам

### Российская Федерация
В современной России — Российской Федерации при получении гражданства России, при инаугурации президента России, а также при поступлении (призыве) на военную службу в Вооружённые силы России даётся воинская (военная) присяга.

#### Присяга при принятии гражданства России
Я (фамилия, имя, отчество), добровольно и осознанно принимая гражданство Российской Федерации, клянусь:
соблюдать Конституцию и законодательство Российской Федерации, права и свободы её граждан;
исполнять обязанности гражданина Российской Федерации на благо государства и общества;
защищать свободу и независимость Российской Федерации;
быть верным России, уважать ее культуру, историю и традиции.

#### Присяга при вступлении в должность президента России
Клянусь при осуществлении полномочий президента Российской Федерации уважать и охранять права и свободы человека и гражданина, соблюдать и защищать Конституцию Российской Федерации, защищать суверенитет и независимость, безопасность и целостность государства, верно служить народу.

#### Военная присяга
Я, (фамилия, имя, отчество), торжественно присягаю на верность своему Отечеству — Российской Федерации.

Клянусь свято соблюдать Конституцию Российской Федерации, строго выполнять требования воинских уставов, приказы командиров и начальников.

Клянусь достойно исполнять воинский долг, мужественно защищать свободу, независимость и конституционный строй России, народ и Отечество».

### Российская империя
Форма всенародной присяги на верность службы российскому императору:

Я, нижеименованный, обещаюсь и клянусь Всемогущим Богом, пред святым его Евангелием, в том, что хощу и должен Его Императорскому Величеству, своему истинному и природному Всемилостивейшему Великому Государю Императору NN, Самодержцу Всероссийскому, и законному Его Императорского Величества Всероссийского престола Наследнику (именуя Его, когда Он уже известен, или же не именуя, когда Император не имеет еще детей мужеского пола) верно и нелицемерно служить и во всем повиноваться, не щадя живота своего до последней капли крови, и все к высокому его Императорского Величества Самодержавству, силе и власти принадлежащие права и преимущества, узаконенные и впредь узаконяемые, по крайнему разумению, силе и возможности предостерегать и оборонять, и при том по крайней мере стараться споспешествовать все, что к Его Императорского Величества верной службе и пользе государственной во всяких случаях касаться может; о ущербе же Его Величества интереса, вреде и убытке, как скоро о том уведаю, не токмо благовременно объявлять, но и всякими мерами отвращать и не допущать тщатися, и всякую вверенную тайность крепко хранить буду, и поверенный и положенный на мне чин, как по сей (генеральной), так и по особливой, определенной и от времени до времени Его Императорского Величества именем от предуставленных надо мною начальников определяемым инструкциям и регламентам и указам, надлежащим образом по совести своей исправлять, и для своей корысти, свойства, дружбы и вражды противно должности своей и присяги не поступать, и таким образом весть и поступать, как верному Его Императорского Величества подданному благопристойно есть и надлежит, и как я пред Богом и Судом Его страшным в том всегда ответ дать могу; как сущее мне Господь Бог душевно и телесно да поможет. В заключение же сей моей клятвы целую Слова и Крест Спасителя моего. Аминь
.
Кроме того, существовала присяга, приносимая наследником престола по достижении им совершеннолетия (16 лет), а также для иных лиц и случаев.

## Критика
Лев Толстой критиковал присягу в трактате «В чём моя вера?»:

…предписание Христа о клятве совсем не так ничтожно, легко и незначительно, как оно мне казалось, когда я в числе клятв, запрещенных Христом, не считал государственную присягу.
И я спросил себя: да не сказано ли тут то, что запрещается и та присяга, которую так старательно выгораживают церковные толкователи? Не запрещена ли тут присяга, та самая присяга, без которой невозможно разделение людей на государства, без которой невозможно военное сословие? Солдаты — это те люди, которые делают все насилия, и они называют себя — «присяга». Если бы я поговорил с гренадером о том, как он разрешает противоречие между Евангелием и воинским уставом, он бы сказал мне, что он присягал, то есть клялся на Евангелии. Такие ответы давали мне все военные. Клятва эта так нужна для образования того страшного зла, которое производят насилия и войны, что во Франции, где отрицается христианство, все-таки держатся присяги. Ведь если бы Христос не сказал этого, не сказал — не присягайте никому, то он должен бы был сказать это. Он пришел уничтожить зло, а не уничтожь он присягу, какое огромное зло остается ещё на свете.
…
Как придет в голову человеку, которого заставляют клясться крестом и Евангелием, что крест оттого и свят, что на нем распяли того, кто запрещал клясться, и что присягающий, может быть, целует как святыню то самое место, где ясно и определённо сказано: не клянитесь никак.